# Integral singular
En matemàtiques, les integrals singulars són fonamentals per a l'anàlisi harmònica i estan íntimament connectades amb l'estudi de les equacions en derivades parcials. En termes generals, una integral singular és un operador integral
{\displaystyle T(f)(x)=\int K(x,y)f(y)\,dy,}
la funció del nucli K : Rn × Rn → R és singular al llarg de la diagonal x = i. Concretament, la singularitat és tal que |K(x , i)| és de mida |x − i|−n asimptòticament com |x − i| → 0. Com que aquestes integrals poden no ser, en general, absolutament integrables, una definició rigorosa les ha de definir com el límit de la integral sobre |y − x| > ε com ε → 0, però a la pràctica això és un tecnicisme. Normalment calen més hipòtesis per obtenir resultats com ara la seva limitació a Lp(Rn).

## La transformada de Hilbert
L'operador integral singular arquetípic és la transformada de Hilbert H. Està donat per convolució contra el nucli K ( x ) = 1/(π x ) per a x a R. Més precisament,
{\displaystyle H(f)(x)={\frac {1}{\pi }}\lim _{\varepsilon \to 0}\int _{|x-y|>\varepsilon }{\frac {1}{x-y}}f(y)\,dy.}
Els anàlegs de dimensió superior més senzills d'aquests són les transformades de Riesz, que substitueixen K ( x ) = 1/ x amb
{\displaystyle K_{i}(x)={\frac {x_{i}}{|x|^{n+1}}}}
on i = 1,... , n i {\displaystyle x_{i}} és l' i -è component de x a Rn. Tots aquests operadors estan limitats a Lp i satisfan el tipus feble (1, 1) estimacions.

## Integrals singulars de tipus convolució
Una integral singular de tipus de convolució és un operador T definit per convolució amb un nucli K que és integrable localment en R n \{0}, en el sentit que
{\displaystyle T(f)(x)=\lim _{\varepsilon \to 0}\int _{|y-x|>\varepsilon }K(x-y)f(y)\,dy.} (1)
Suposem que el nucli compleix:
1. La condició de mida de la transformada de Fourier de K
2. La condició de suavitat : per a alguns C > 0,
{\displaystyle \sup _{y\neq 0}\int _{|x|>2|y|}|K(x-y)-K(x)|\,dx\leq C.}

Aleshores es pot demostrar que T està acotada a Lp(Rn) i satisfà un tipus feble (1, 1) estimació.
Propietat 1. es necessita per assegurar que la convolució (1) amb la distribució temperada p.v.K donada per la integral del valor principal
{\displaystyle \operatorname {p.v.} \,\,K[\phi ]=\lim _{\epsilon \to 0^{+}}\int _{|x|>\epsilon }\phi (x)K(x)\,dx}
és un multiplicador de Fourier ben definit sobre L2. Cap de les propietats 1. o 2. és necessàriament fàcil de verificar i hi ha una varietat de condicions suficients. Normalment, a les aplicacions, també hi ha una condició de cancel·lació
{\displaystyle \int _{R_{1}<|x|<R_{2}}K(x)\,dx=0,\ \forall R_{1},R_{2}>0}
que és bastant fàcil de comprovar. És automàtic, per exemple, si K és una funció senar. Si, a més, s'assumeix 2. i la següent condició de mida

## Integrals singulars de tipus no convolucional
Aquests són encara operadors més generals. Tanmateix, com que els supòsits són tan febles, no és necessàriament el cas que aquests operadors estiguin limitats a Lp.

### Nuclis de Calderón–Zygmund
Una funció K : Rn×Rn → R es diu que és un nucli de Calderón – Zygmund si compleix les condicions següents per a algunes constants C > 0 i δ > 0.
1. {\displaystyle |K(x,y)|\leq {\frac {C}{|x-y|^{n}}}}
{\displaystyle |K(x,y)-K(x',y)|\leq {\frac {C|x-x'|^{\delta }}{{\bigl (}|x-y|+|x'-y|{\bigr )}^{n+\delta }}}{\text{ sempre que }}|x-x'|\leq {\frac {1}{2}}\max {\bigl (}|x-y|,|x'-y|{\bigr )}}
{\displaystyle |K(x,y)-K(x,y')|\leq {\frac {C|y-y'|^{\delta }}{{\bigl (}|x-y|+|x-y'|{\bigr )}^{n+\delta }}}{\text{ sempre que }}|y-y'|\leq {\frac {1}{2}}\max {\bigl (}|x-y'|,|x-y|{\bigr )}}